# Platygaster baliensis
Platygaster baliensis (лат.) — вид мелких наездников из семейства Platygastridae. Юго-Восточная Азия: Индонезия (остров Бали).

## Описание
Длина блестящего тела около 0,95 мм. Основная окраска чёрная, ноги преимущественно темно-коричневые; голова почти гладкая с гиперзатылочным килем; нотаули почти полные; второй тергнит Т2 без исчерченности. Усики и ноги темно-коричневые, голени и лапки светлее, коричневые. Переднее крыло примерно в 0,85 раза длиннее тела, в 2,3 раза длиннее его ширины, со слабым коричневатым оттенком, микротрихии довольно длинные и густые; маргинальные реснички заметно меньше 0,1 ширины крыла. Заднее крыло в 6,3 раза длиннее ширины, с двумя крючками; маргинальные реснички составляют одну треть ширины крыла. По большинству признаков сходен с P. achterbergi, но отличается от этого вида более тёмными крыльями, менее заострённым брюшком и отчётливо более тёмными придатками тела. Назван в честь острова, где обнаружена типовая серия экземпляров. Вид был впервые описан в 2008 году датским энтомологом Петером Булем (Peter Neerup Buhl, Дания).